# Sauça
Saulce-sur-Rhône és un municipi francès situat al departament de la Droma i a la regió d'Alvèrnia-Roine-Alps. L'any 2007 tenia 1.673 habitants.

## Demografia

### Població
El 2007 la població de fet de Saulce-sur-Rhône era de 1.673 persones. Hi havia 643 famílies de les quals 173 eren unipersonals (103 homes vivint sols i 70 dones vivint soles), 173 parelles sense fills, 239 parelles amb fills i 58 famílies monoparentals amb fills.
La població ha evolucionat segons el següent gràfic:
Habitants censats

### Habitatges
El 2007 hi havia 741 habitatges, 668 eren l'habitatge principal de la família, 25 eren segones residències i 48 estaven desocupats. 617 eren cases i 117 eren apartaments. Dels 668 habitatges principals, 424 estaven ocupats pels seus propietaris, 217 estaven llogats i ocupats pels llogaters i 27 estaven cedits a títol gratuït; 5 tenien una cambra, 31 en tenien dues, 101 en tenien tres, 185 en tenien quatre i 346 en tenien cinc o més. 529 habitatges disposaven pel capbaix d'una plaça de pàrquing. A 309 habitatges hi havia un automòbil i a 293 n'hi havia dos o més.

### Piràmide de població
La piràmide de població per edats i sexe el 2009 era:
| Homes | Edats   | Dones |
| ----- | ------- | ----- |
| 4     | 95 o +  | 4     |
| 0     | 90 a 94 | 4     |
| 8     | 85 a 89 | 0     |
| 8     | 80 a 84 | 8     |
| 32    | 75 a 79 | 28    |
| 36    | 70 a 74 | 44    |
| 32    | 65 a 69 | 36    |
| 24    | 60 a 64 | 56    |
| 48    | 55 a 59 | 56    |
| 52    | 50 a 54 | 28    |
| 32    | 45 a 49 | 36    |
| 52    | 40 a 44 | 64    |
| 76    | 35 a 39 | 56    |
| 72    | 30 a 34 | 68    |
| 48    | 25 a 29 | 52    |
| 24    | 20 a 24 | 32    |
| 40    | 15 a 19 | 56    |
| 52    | 10 a 14 | 72    |
| 80    | 5 a 9   | 80    |
| 32    | 0 a 4   | 68    |

## Economia
El 2007 la població en edat de treballar era de 1.055 persones, 737 eren actives i 318 eren inactives. De les 737 persones actives 620 estaven ocupades (343 homes i 277 dones) i 118 estaven aturades (53 homes i 65 dones). De les 318 persones inactives 102 estaven jubilades, 101 estaven estudiant i 115 estaven classificades com a «altres inactius».

### Ingressos
El 2009 a Saulce-sur-Rhône hi havia 690 unitats fiscals que integraven 1.795,5 persones, la mediana anual d'ingressos fiscals per persona era de 16.242 €.

### Activitats econòmiques
Dels 107 establiments que hi havia el 2007, 6 eren d'empreses extractives, 4 d'empreses alimentàries, 12 d'empreses de fabricació d'altres productes industrials, 15 d'empreses de construcció, 22 d'empreses de comerç i reparació d'automòbils, 6 d'empreses de transport, 9 d'empreses d'hostatgeria i restauració, 3 d'empreses d'informació i comunicació, 2 d'empreses financeres, 4 d'empreses immobiliàries, 10 d'empreses de serveis, 9 d'entitats de l'administració pública i 5 d'empreses classificades com a «altres activitats de serveis».
Dels 22 establiments de servei als particulars que hi havia el 2009, 1 era una oficina de correu, 5 tallers de reparació d'automòbils i de material agrícola, 1 taller d'inspecció tècnica de vehicles, 2 paletes, 1 guixaire pintor, 1 fusteria, 3 lampisteries, 1 electricista, 3 perruqueries, 1 veterinari, 2 restaurants i 1 agència immobiliària.
Dels 5 establiments comercials que hi havia el 2009, 1 era una gran superfície de material de bricolatge, 1 una botiga de menys de 120 m², 1 una fleca, 1 una carnisseria i 1 una floristeria.
L'any 2000 a Saulce-sur-Rhône hi havia 31 explotacions agrícoles que ocupaven un total de 592 hectàrees.

## Equipaments sanitaris i escolars
L'únic equipament sanitari que hi havia el 2009 era una farmàcia.
El 2009 hi havia 1 escola maternal i 1 escola elemental.

## Poblacions més properes
El següent diagrama mostra les poblacions més properes.